# Mario Kart Arcade GP 2
Mario Kart Arcade GP 2 is een arcadespel uit de serie van Mario Kart, ontwikkeld door Namco en Nintendo en uitgegeven door Nintendo. Het is het vervolg op Mario Kart Arcade GP. Tot elf spelers kunnen in dit spel het tegen elkaar opnemen op 24 racebanen (waarvan vier nieuwe). Hiernaast maken zijn ook de personages Waluigi en Mametchi nieuw in dit spel.